# 지방도 제603호선
지방도 제603호선은 충청남도 태안군 근흥면 신진도리 안흥항에서 이원면 내리 만대항을 잇는 충청남도의 지방도이다.
2016년 7월 13일 태안군 근흥면 신진도리 안흥항에서 태안읍 두야 교차로까지 16.7km 구간이 국가지원지방도 제96호선으로 승격되었다.

## 연혁
- 2003년 2월 20일 : 지방도 노선 폐지 및 재지정으로 총연장이 43.8km에서 43.3km로 변경[2]
- 2012년 7월 1일 : 지방도 노선 조정[3]
- 2016년 7월 13일 태안군 근흥면 신진도리 안흥항에서 태안읍 두야 교차로까지 16.7km 구간이 국가지원지방도 제96호선으로 승격[4]
- 2024년 10월 30일 : 포지도로(태안군 이원면 포지리) 840m 구간 개량 개통, 기존 1.04km 구간 폐지[5]

## 주요 경유지
- 태안군
  - 근흥면 안흥항 - 신진도리(신진도) - 신진대교 - 안흥항입구 - 태안비치C.C - 정죽리 - 도황리 - 연포삼거리 - 용신리 - 근흥면 행정복지센터 - 신대삼거리 - 근흥초등학교 - 근흥중학교 - 안기리 - 안기삼거리 - 두야리 - 두야교회 교차로
  - 태안읍 두야 교차로 - 삭선1 교차로 - 삭선2 교차로 - 삭선천교 - 무내 교차로 - 태안농공단지
  - 원북면 양산리 - 풍천교 - 청산리 - 반계리 - 반계삼거리 - 원북초등학교 - 마산리
  - 이원면 사창리 - 포지리 - 이원초등학교 - 당산리 - 관리 - 이원초등학교 관동분교 - 내리 - 만대항

## 중복 구간
- 태안군 근흥면 안흥항 ~ 태안읍 두야 교차로 : 국가지원지방도 제96호선과 중복
- 태안군 태안읍 무내 교차로 ~ 원북면 반계삼거리 : 지방도 제634호선과 중복

## 도로명
- 태안군 근흥면 안흥항 ~ 두야교회 교차로 : 근흥로
- 태안군 근흥면 두야교회 교차로 ~ 태안읍 무내 교차로 : 태흥로
- 태안군 태안읍 무내 교차로 ~ 만대항 : 원이로